# Gieorgij Turczanikow
Gieorgij Nikołajewicz Turczanikow, ros. Георгий Николаевич Турчанинов (ur. 1898, zm. 1977) – rosyjski wojskowy (pułkownik), doradca wojskowy armii abisyńskiej w okresie międzywojennym, współtwórca etiopskiego ruchu oporu w okresie II wojny światowej.
W armii rosyjskiej dosłużył stopnia pułkownika. Brał udział w I wojnie światowej, a następnie wojnie domowej w Rosji w wojskach Białych. W listopadzie 1920 r. dowodził obroną Sewastopola, po czym jako jeden z ostatnich wraz ze swoimi podkomendnymi ewakuował się z atakowanego przez oddziały bolszewickie miasta. Po pobycie w obozie w Gallipoli pod koniec 1920 r. zamieszkał w Abisynii. Mając wykształcenie rolnicze, zaangażował się w rozwój rolnictwa etiopskiego - zakładał duże fermy rolnicze, pomagał w uprawie cesarskiego sadu. Od 1922 r. pełnił funkcję doradcy wojskowego armii etiopskiej cesarza Haile Selassie I. Jednocześnie zorganizował w Addis Abebie straż przeciwpożarną. Brał udział w wojnie z Włochami w latach 1935–1936, po czym współtworzył etiopski ruch oporu. Po wyzwoleniu Abisynii przez wojska brytyjskie w 1941 r., ponownie zamieszkał w Addis Abebie.